# هانز هاينريش يولر
هانز هاينريش يولر (بالألمانية: Hans Heinrich Euler)‏ (و. 1909 – 1941 م) هو فيزيائي من ألمانيا .
توفي عن عمر يناهز 32 عاماً.